# Fernand Golenvaux
Fernand Joseph Marie Ghislain Nicolas Golenvaux (Bouge, 5 juni 1866 - Namen, 21 december 1931) was een Belgisch politicus en burgemeester voor de Katholieke Partij.

## Levensloop
Golenvaux promoveerde tot doctor in de rechten en werd beroepshalve advocaat.
Voor de katholieken was hij van 1894 tot 1898 provincieraadslid van de provincie Namen. In 1895 werd hij tevens verkozen tot gemeenteraadslid van de stad Namen, waar hij van 1895 tot 1900 en van 1906 tot 1924 schepen en van 1924 tot aan zijn dood in 1931 burgemeester was.
Van 1914 tot in mei 1929 zetelde hij tevens in de Kamer van volksvertegenwoordigers, waarna hij van 1929 tot 1931 als gecoöpteerd senator in de Belgische Senaat zetelde. In de Kamer was hij van januari tot mei 1929 quaestor en in de Senaat van mei tot november 1929 ondervoorzitter.